# Sun Man
Sun Man (chinesisch 孫曼; * 23. Juli 1968 in Jiangsu) ist eine ehemalige Badmintonspielerin aus der Volksrepublik China.

## Karriere
1992 erkämpfte sich Sun Man ihre ersten Lorbeeren, als sie bei den China Open Zweiter im Mixed mit Chen Xingdong wurde. Ein Jahr später standen beide schon ganz oben auf dem Treppchen ebenso wie bei den Asienmeisterschaften 1994. Sun Man gewann 1996 bei ihrer einzigen Olympiateilnahme die Bronzemedaille im Mixed mit Liu Jianjun.

## Sportliche Erfolge
| Saison | Veranstaltung      | Disziplin   | Platz | Name                    |
| ------ | ------------------ | ----------- | ----- | ----------------------- |
| 1990   | Silver Bowl        | Damendoppel | 1     | Sun Man / Qian Jihua    |
| 1990   | Silver Bowl        | Mixed       | 1     | Chen Jian / Sun Man     |
| 1992   | China Open         | Mixed       | 2     | Chen Xingdong / Sun Man |
| 1993   | China Open         | Mixed       | 1     | Chen Xingdong / Sun Man |
| 1994   | Asienmeisterschaft | Mixed       | 1     | Chen Xingdong / Sun Man |
| 1996   | Olympia            | Mixed       | 3     | Liu Jianjun / Sun Man   |